# Dominique Vallet
Dominique Vallet (* 10. April 1979) ist eine ehemalige italienische Biathletin.
Dominique Vallet gab ihr internationales Debüt bei den Juniorenweltmeisterschaften 1999 in Pokljuka, wo sie 14. des Einzels, Siebte des Sprints, 21. der Verfolgung sowie mit Michela Ponze und Romina Demetz Staffel-Fünfte wurde. 2000 debütierte sie in Antholz im Biathlon-Weltcup und wurde 86. eines Sprintrennens. Es sollte das einzige Rennen in der höchsten Rennserie für die Italienerin bleiben. Bei den Europameisterschaften 2000 in Haute-Maurienne wurde sie 37. des Einzels, 39. des Sprints und 28. der Verfolgung, 2001 in Kontiolahti 35. des Einzels, 37. des Sprints und 33. der Verfolgung. Zwischen 2002 und 2004 erreichte sie mehrfach die Punkteränge in Rennen des Europacups. Zum größten Erfolg in Vallets Karriere wurden die Sommerbiathlon-Weltmeisterschaften 2003 in Forni Avoltri, als sie an der Seite von Maryke Ciaramidaro, Romina Demetz und Katja Haller die Bronzemedaille im Staffelrennen gewann.

## Biathlon-Weltcup-Platzierungen
Die Tabelle zeigt alle Platzierungen (je nach Austragungsjahr einschließlich Olympische Spiele und Weltmeisterschaften).
- 1.–3. Platz: Anzahl der Podiumsplatzierungen
- Top 10: Anzahl der Platzierungen unter den ersten zehn (einschließlich Podium)
- Punkteränge: Anzahl der Platzierungen innerhalb der Punkteränge (einschließlich Podium und Top 10)
- Starts: Anzahl gelaufener Rennen in der jeweiligen Disziplin

| Platzierung         | Einzel | Sprint | Verfolgung | Massenstart | Team | Staffel | Gesamt |
| ------------------- | ------ | ------ | ---------- | ----------- | ---- | ------- | ------ |
| 1. Platz            |        |        |            |             |      |         |        |
| 2. Platz            |        |        |            |             |      |         |        |
| 3. Platz            |        |        |            |             |      |         |        |
| Top 10              |        |        |            |             |      |         |        |
| Punkteränge         |        |        |            |             |      |         |        |
| Starts              |        | 1      |            |             |      |         | 1      |
| Stand: Karriereende |        |        |            |             |      |         |        |